# Skírnir (Zeitschrift)

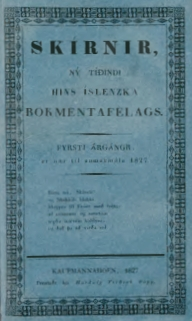
Umschlagseite der ersten Ausgabe

Skírnir ist eine seit 1827, heute halbjährlich, erscheinende isländische geisteswissenschaftliche Zeitschrift mit den Schwerpunkten Literatur, Geschichte und Philosophie.
Skírnir ist die älteste bis heute veröffentlichte Zeitschrift Islands, die von der 1816 gegründeten Isländischen Literaturgesellschaft (Hið íslenzka bókmenntafélag) herausgegeben wird. Benannt ist sie nach Skirnir, einer Figur der nordischen Mythologie.

## Erscheinungsverlauf und Ausgaben
Die erste Ausgabe kam in Kopenhagen im Herbst 1827 heraus und erschien dort bis 1890, danach wurde Reykjavík Verlagsort. Zunächst wurden eher Nachrichtentexte politischen Inhalts aus dem Ausland veröffentlicht ähnlich den Beiträgen in der Vorgängerpublikation Íslenzk sagnablöð, dem Organ der Isländischen Literaturgesellschaft, zu deren Gründungsmitgliedern der erste Redakteur der Zeitschrift Finnur Magnússon gehört hatte. Erst um 1900 wandelte sie sich zu einem wissenschaftlichen und kulturellen Magazin.
- ZDB-ID 2749223-0 für die Druckausgabe, ISSN 0256-8446

Alle Jahrgänge seit 1827, mit Ausnahme der jeweils letzten sieben Jahrgänge, liegen in digitalisierter Form auf der Open-Access-Plattform timarit.is vor.

## Redakteure seit 1827
- Finnur Magnússon, 1827
- Þórður Jónassen, 1828–1829
- Baldvin Einarsson, 1830
- Þórður Jónassen, 1831–1835
- Konráð Gíslason und Jónas Hallgrímsson, 1836
- Jón Sigurðsson und Magnús Hákonarson, 1837
- Magnús Hákonarson, 1838
- Brynjólfur Pétursson, 1839–1841
- Gunnlaugur Þórðarson, 1844–1845
- Grímur Thomsen, 1846
- Gunnlaugur Þórðarson, 1847
- Gísli Magnússon und Halldór Friðriksson, 1848
- Gunnlaugur Þórðarson, 1849–1851
- Jón Guðmundsson, 1852
- Arnljótur Ólafsson und Sveinn Skúlason, 1853
- Sveinn Skúlason, 1854
- Arnljótur Ólafsson, 1855–1860
- Guðbrandur Vigfússon, 1861–1862
- Eiríkur Jónsson, 1863–1872
- Björn Jónsson, 1873–1874
- Eiríkur Jónsson, 1875
- Guðmundur Þorláksson, 1876
- Eiríkur Jónsson, 1877–1887
- Jón Stefánsson, 1888–1891
- Jón Stefánsson und Einar H. Kvaran, 1892
- Ólafur Davíðsson und Einar H. Kvaran, 1893
- Einar H. Kvaran, 1894–1895
- Jón Ólafsson, 1896–1902
- Þorsteinn Gíslason, 1903
- (Skírnir 1904 nicht erschienen)
- Guðmundur Finnbogason, 1905–1907
- Einar H. Kvaran, 1908–1909
- Björn Bjarnason, 1910–1912
- Guðmundur Finnbogason, 1913–1920
- Árni Pálsson, 1921–1929
- Einar Arnórsson, 1930
- Árni Pálsson, 1931–1932
- Guðmundur Finnbogason, 1933–1943
- Einar Ól. Sveinsson, 1944–1953
- Halldór Halldórsson, 1954–1967
- Ólafur Jónsson, 1968–1983
- Kristján Karlsson und Sigurður Líndal, 1984–1986
- Vilhjálmur Árnason, 1987–1988
- Vilhjálmur Árnason und Ástráður Eysteinsson, 1989–1994
- Jón Karl Helgason und Róbert H. Haraldsson, 1995–1999
- Svavar Hrafn Svavarsson und Sveinn Yngvi Egilsson, 2000–2005
- Halldór Guðmundsson, 2006–2012
- Páll Valsson, 2012–2019
- Ásta Kristín Benediktsdóttir und Haukur Ingvarsson, 2019–